# Partido Nacional (Uruguai)
O Partido Nacional (PN), também conhecido como Partido Branco (em espanhol: Partido Blanco), é um partido político uruguaio de centro-direita fundado em 1836. Além de conservador moderado e democrata-cristão, secundariamente se define como liberal, nacionalista, pan-americanista e humanista. É ligado às áreas rurais e a cadeia de produção primária.

## História
Como o Partido Colorado, remonta à criação do Estado uruguaio. Reconhece como seu fundador o general Manuel Oribe, quem fora vice-chefe da Cruzada Libertadora dos Trinta e Três Orientais, na luta pela independência do Uruguai contra o Império do Brasil no século XIX. Tem suas origens nos enfrentamentos entre os líderes da independência de 1830. Em 1836, enfrentam-se os partidários do presidente Manuel Oribe e o grupo que apoiava Fructuoso Rivera (presidente de 1830 a 1834 e de 1838 a 1843).
Na batalha de Carpinteria surgiram as cores das divisas que posteriormente identificam cada grupo político: blancos (brancos), partidários de Manuel Oribe, e colorados (vermelhos), os de Rivera. Isto conformou um bipartidismo que durou até princípios do século XXI, com a ascensão ao poder da Frente Ampla, com Tabaré Vásquez.
No geral, seus membros são chamados blancos ou blancos zurdos, no caso daqueles com pensamentos mais próximos do campo liberal. Além de integrarem a coligação de centro-direita à direita Coalizão Republicana (Coalición Republicana) e constituírem o setor democrata-cristão Aliança Nacional (Alianza Nacional), os blancos são divididos em duas correntes partidárias, sendo elas:
- Corrente Herrerista: Baseada nos ideais de Luis Alberto de Herrera, líder histórico do Partido Nacional por mais de 50 anos, essa corrente é associada ao conservadorismo liberal, ainda que historicamente ligada ao federalismo, ao tradicionalismo e ao anti-imperialismo.[9][10] Hoje em dia, conta com o ex-presidente do Uruguai, Luis Alberto Lacalle Pou, como líder e seus membros são conhecidos como "herreristas";

- Corrente Wilsonista: Baseada nos pensamentos ideológicos de Wilson Ferreira Aldunate, conhecido por ser o último caudilho do PN, defensor do desenvolvimento do setor agropecuário, de reforma agrária e forte opositor da Ditadura civil-militar uruguaia[11][12] (a qual contou inclusive com o apoio de políticos do Partido Colorado), essa corrente é associada à democracia cristã, voltada para promoção de liberdade social e condições de vida digna a todos os cidadãos. Seus membros são conhecidos como "wilsonistas".

Em relação a temas sociais, não há um consenso interno quanto ao apoio ou oposição à descriminalização do aborto, da eutanásia e redução da maioridade penal. Entretanto, os blancos, especialmente os da ala jovem, Juventude Partido Nacional (em espanhol: Juventud Partido Nacional), vêm demonstrando uma posição unanimemente favorável aos direitos LGBT+.
Ao longo da história, os membros do PN reagiram contra o projeto reformista favorável ao estado de bem-estar que personificou o batllismo ao longo de décadas. Com base na afirmação das vantagens da "economia natural", dos direitos da propriedade privada e dos benefícios derivados do câmbio livre, foram vinculados com o rural, o "crioulo", com a pecuária e com a terra.
Entre as principais lideranças da sigla, estão: o ex-presidente Luis Lacalle Pou; a ex-vice-presidente do Uruguai, primeira mulher presidente do PN (de 2018 a 2020) e feminista Beatriz Argimón; bem como o ex-presidente da República Luis Alberto Lacalle. Em vida, o membro da corrente "wilsonista" Jorge Larrañaga também foi relevante para o partido, chegando a atuar como ministro do Interior no governo de Lacalle Pou.

## Resultados eleitorais

### Eleições presidenciais
| Data                                                  | Candidato(a)                        | Vice                                | Votos                               | %                                   | Votos                               | %                                   | Resultado                           |
| Data                                                  | Candidato(a)                        | Vice                                | 1.º turno                           | 1.º turno                           | 2.º turno                           | 2.º turno                           | Resultado                           |
| Eleições sob o sistema Lei de Lemas                   | Eleições sob o sistema Lei de Lemas | Eleições sob o sistema Lei de Lemas | Eleições sob o sistema Lei de Lemas | Eleições sob o sistema Lei de Lemas | Eleições sob o sistema Lei de Lemas | Eleições sob o sistema Lei de Lemas | Eleições sob o sistema Lei de Lemas |
| ----------------------------------------------------- | ----------------------------------- | ----------------------------------- | ----------------------------------- | ----------------------------------- | ----------------------------------- | ----------------------------------- | ----------------------------------- |
| 1938                                                  |                                     |                                     | 114.506                             | 32,1%                               | —                                   | —                                   | Não eleito                          |
| 1942                                                  | Luis Alberto de Herrera             | Roberto Berro                       | 129.132                             | 22,5%                               | —                                   | —                                   | Não eleito                          |
| 1942                                                  | Turena                              | Olivera                             | 1.384                               | 0,2%                                | —                                   | —                                   | Não eleito                          |
| 1942                                                  |                                     | Saraiva                             | 667                                 | 0,1%                                | —                                   | —                                   | Não eleito                          |
| 1942                                                  | al lema                             | al lema                             | 52                                  | 0,0%                                | —                                   | —                                   | Não eleito                          |
| 1942                                                  | Votos totais                        | Votos totais                        | 131.235                             | 22,8%                               | —                                   | —                                   | Não eleito                          |
| 1946                                                  | Luis Alberto de Herrera             | Martín Echegoyen                    | 205.923                             | 31,7%                               | —                                   | —                                   | Não eleito                          |
| 1946                                                  | Basilio Muñoz                       | José Rogelio Fontela                | 1.479                               | 0,2%                                | —                                   | —                                   | Não eleito                          |
| 1946                                                  |                                     | Jacinto D. Durán                    | 557                                 | 0,1%                                | —                                   | —                                   | Não eleito                          |
| 1946                                                  | al lema                             | al lema                             | 161                                 | 0,0%                                | —                                   | —                                   | Não eleito                          |
| 1946                                                  | Votos totais                        | Votos totais                        | 208.120                             | 47,8%                               | —                                   | —                                   | Não eleito                          |
| 1950                                                  | Luis Alberto de Herrera             | Martín Echegoyen                    | 253.077                             | 30,7%                               | —                                   | —                                   | Não eleito                          |
| 1950                                                  | Salvador Estradé                    | Emeterio Arrospide                  | 1.421                               | 0,2%                                | —                                   | —                                   | Não eleito                          |
| 1950                                                  | al lema                             | al lema                             | 336                                 | 0.0%                                | —                                   | —                                   | Não eleito                          |
| 1950                                                  | Votos totais                        | Votos totais                        | 254.843                             | 30,9%                               | —                                   | —                                   | Não eleito                          |
| 1966                                                  | Martín Echegoyen                    | Dardo Ortiz                         | 228.309                             | 18,5%                               | —                                   | —                                   | Não eleito                          |
| 1966                                                  | Alberto Gallinal Heber              | Zeballos                            | 171.618                             | 13,9%                               | —                                   | —                                   | Não eleito                          |
| 1966                                                  | Alberto Héber Usher                 | Nicolás Storace Arrosa              | 96.772                              | 7,9%                                | —                                   | —                                   | Não eleito                          |
| 1966                                                  | al lema                             | al lema                             | 211                                 | 0,0%                                | —                                   | —                                   | Não eleito                          |
| 1966                                                  | Votos totais                        | Votos totais                        | 496.910                             | 40,3%                               | —                                   | —                                   | Não eleito                          |
| 1971                                                  | Wilson Ferreira Aldunate            | Carlos Julio Pereyra                | 439.649                             | 26,4%                               | —                                   | —                                   | Não eleito                          |
| 1971                                                  | Mario Aguerrondo                    | Alberto Héber Usher                 | 228.569                             | 13,7%                               | —                                   | —                                   | Não eleito                          |
| 1971                                                  | al lema                             | al lema                             | 211                                 | 0.0%                                | —                                   | —                                   | Não eleito                          |
| 1971                                                  | Votos totais                        | Votos totais                        | 668.822                             | 40,2%                               | —                                   | —                                   | Não eleito                          |
| 1984                                                  | Alberto Zumarán                     | Gonzalo Aguirre                     | 553.193                             | 29,3%                               | —                                   | —                                   | Não eleito                          |
| 1984                                                  | Dardo Ortiz                         |                                     | 76.014                              | 4,0%                                | —                                   | —                                   | Não eleito                          |
| 1984                                                  | Juan Carlos Payssé                  | Cristina Maeso                      | 21.903                              | 1,2%                                | —                                   | —                                   | Não eleito                          |
| 1984                                                  | al lema                             | al lema                             | 9.657                               | 0,5%                                | —                                   | —                                   | Não eleito                          |
| 1984                                                  | Votos totais                        | Votos totais                        | 660.767                             | 35,0%                               | —                                   | —                                   | Não eleito                          |
| 1989                                                  | Luis Alberto Lacalle                | Gonzalo Aguirre                     | 444.839                             | 21,63%                              | —                                   | —                                   | Eleito                              |
| 1989                                                  | Carlos Julio Pereyra                | Uruguay Tourné                      | 218.656                             | 10,63%                              | —                                   | —                                   | Não eleito                          |
| 1989                                                  | Alberto Zumarán                     | Guillermo García Costa              | 101.046                             | 04,91%                              | —                                   | —                                   | Não eleito                          |
| 1989                                                  | al lema                             | al lema                             | 1.449                               | 00,07%                              | —                                   | —                                   | Não eleito                          |
| 1989                                                  | Votos totais                        | Votos totais                        | 765.990                             | 37,25%                              | —                                   | —                                   | Não eleito                          |
| 1994                                                  | Alberto Volonté                     | Alvaro Ramos                        | 301.655                             | 14,9%                               | —                                   | —                                   | Não eleito                          |
| 1994                                                  | Juan Andrés Ramírez                 | Juan Chiruchi                       | 264.255                             | 13,0%                               | —                                   | —                                   | Não eleito                          |
| 1994                                                  | Carlos Julio Pereyra                | Wilson Elso Goñi                    | 65.650                              | 3,2%                                | —                                   | —                                   | Não eleito                          |
| 1994                                                  | Votos totais                        | Votos totais                        | 633.384                             | 31,2%                               | —                                   | —                                   | Não eleito                          |
| Eleições com único candidato presidencial por partido |                                     |                                     |                                     |                                     |                                     |                                     |                                     |
| 1999                                                  | Luis Alberto Lacalle                |                                     | 478.980                             | 22,3%                               | —                                   | —                                   | Não eleito                          |
| 2004                                                  | Jorge Larrañaga                     |                                     | 764.739                             | 34,30%                              | —                                   | —                                   | Não eleito                          |
| 2009                                                  | Luis Alberto Lacalle                | Jorge Larrañaga                     | 669.942                             | 29,07%                              | 994.510                             | 45,37%                              | Não eleito                          |
| 2014                                                  | Luis Lacalle Pou                    | Jorge Larrañaga                     | 732.601                             | 30,88%                              | 939.074                             | 41,17%                              | Não eleito                          |
| 2019                                                  | Luis Lacalle Pou                    | Beatriz Argimón                     | 696.452                             | 29,70%                              | 1.189.313                           | 50,79%                              | Eleito                              |
| 2024                                                  | Álvaro Delgado                      | Valeria Ripoll                      | 655.426                             | 28,20%                              | 1.101.296                           | 47,92%                              | Não eleito                          |

### Eleições parlamentares
| Data |         | Votos   | %      | Deputados    | +/– | Cl. | Senadores | +/-     | Cl. |
| ---- | ------- | ------- | ------ | ------------ | --- | --- | --------- | ------- | --- |
| 1916 | 68.073  | 68.073  | 46,6%  | 105 / 218    | 105 | 1.º |           |         |     |
| 1917 | 29.257  | 29.257  | 22,7%  | Desconhecido |     | 3.º |           |         |     |
| 1919 | 71.538  | 71.538  | 38,0%  | 56 / 123     |     | 1.º |           |         |     |
| 1922 | 116.080 | 116.080 | 47,1%  | 58 / 123     | 2   | 1.º |           |         |     |
| 1925 | 122.530 | 122.530 | 45,1%  | 56 / 123     | 2   | 1.º |           |         |     |
| 1928 | 140.940 | 140.940 | 47,1%  | 60 / 123     | 4   | 1.º |           |         |     |
| 1931 | 133.625 | 133.625 | 43,2%  | 55 / 123     | 5   | 1.º |           |         |     |
| 1933 | 101.419 | 101.419 | 41,1%  | 117 / 284    | 122 | 2.º |           |         |     |
| 1934 | 92.903  | 92.903  | 37,3%  | 39 / 99      | 138 | 2.º | 15 / 30   | 15      | 2.º |
| 1934 | Senado  | 91.585  | 41,4%  | 39 / 99      | 138 | 2.º | 15 / 30   | 15      | 2.º |
| 1938 | 122.440 | 122.440 | 32,6%  | 29 / 99      | 10  | 2.º | 15 / 30   | Estável | 2.º |
| 1938 | Senado  | 114.571 | 31,7%  | 29 / 99      | 10  | 2.º | 15 / 30   | Estável | 2.º |
| 1942 | 199.265 | 199.265 | 34,6%  | 34 / 99      | 5   | 2.º | 7 / 30    | 8       | 2.º |
| 1942 | Senado  | 131.235 | 22,8%  | 34 / 99      | 5   | 2.º | 7 / 30    | 8       | 2.º |
| 1946 | 271.037 | 271.037 | 40,4%  | 40 / 99      | 6   | 2.º | 10 / 30   | 3       | 2.º |
| 1946 | Senado  | 208.085 | 31,1%  | 40 / 99      | 6   | 2.º | 10 / 30   | 3       | 2.º |
| 1950 | 254.788 | 254.788 | 30,8%  | 31 / 99      | 9   | 2.º | 10 / 30   | Estável | 2.º |
| 1950 | Senado  | 254.834 | 30,4%  | 31 / 99      | 9   | 2.º | 10 / 30   | Estável | 2.º |
| 1954 | 309.818 | 309.818 | 35,2%  | 35 / 99      | 4   | 2.º | 11 / 31   | 1       | 2.º |
| 1958 | 499.425 | 499.425 | 49,7%  | 51 / 99      | 16  | 1.º | 17 / 31   | 6       | 1.º |
| 1962 | 545.029 | 545.029 | 46,5%  | 47 / 99      | 4   | 1.º | 15 / 31   | 2       | 1.º |
| 1966 | 496.910 | 496.910 | 40,3%  | 41 / 99      | 6   | 2.º | 13 / 30   | 2       | 2.º |
| 1971 | 668.822 | 668.822 | 40,2%  | 40 / 99      | 1   | 2.º | 12 / 30   | 1       | 2.º |
| 1984 | 660.767 | 660.767 | 35.1%  | 35 / 99      | 5   | 2.º | 11 / 30   | 1       | 2.º |
| 1989 | 765.990 | 765.990 | 37,25% | 39 / 99      | 4   | 1.º | 12 / 30   | 1       | 1.º |
| 1994 | 633.384 | 633.384 | 31,1%  | 31 / 99      | 8   | 2.º | 10 / 31   | 2       | 2.º |
| 1999 | 478.980 | 478.980 | 22,3%  | 22 / 99      | 9   | 3.º | 7 / 30    | 3       | 3.º |
| 2004 | 764.739 | 764.739 | 34,30% | 36 / 99      | 14  | 2.º | 11 / 30   | 4       | 2.º |
| 2009 | 669.942 | 669.942 | 29,07% | 30 / 99      | 6   | 2.º | 9 / 30    | 2       | 2.º |
| 2014 | 732.601 | 732.601 | 30,88% | 32 / 99      | 2   | 2.º | 10 / 30   | 1       | 2.º |
| 2019 | 696.452 | 696.452 | 29,70% | 30 / 99      | 2   | 2.º | 10 / 30   | Estável | 2.º |
| 2024 | 655.426 | 655.426 | 28,20% | 29 / 99      | 1   | 2.º | 9 / 30    | 1       | 2.º |